# Raciąż

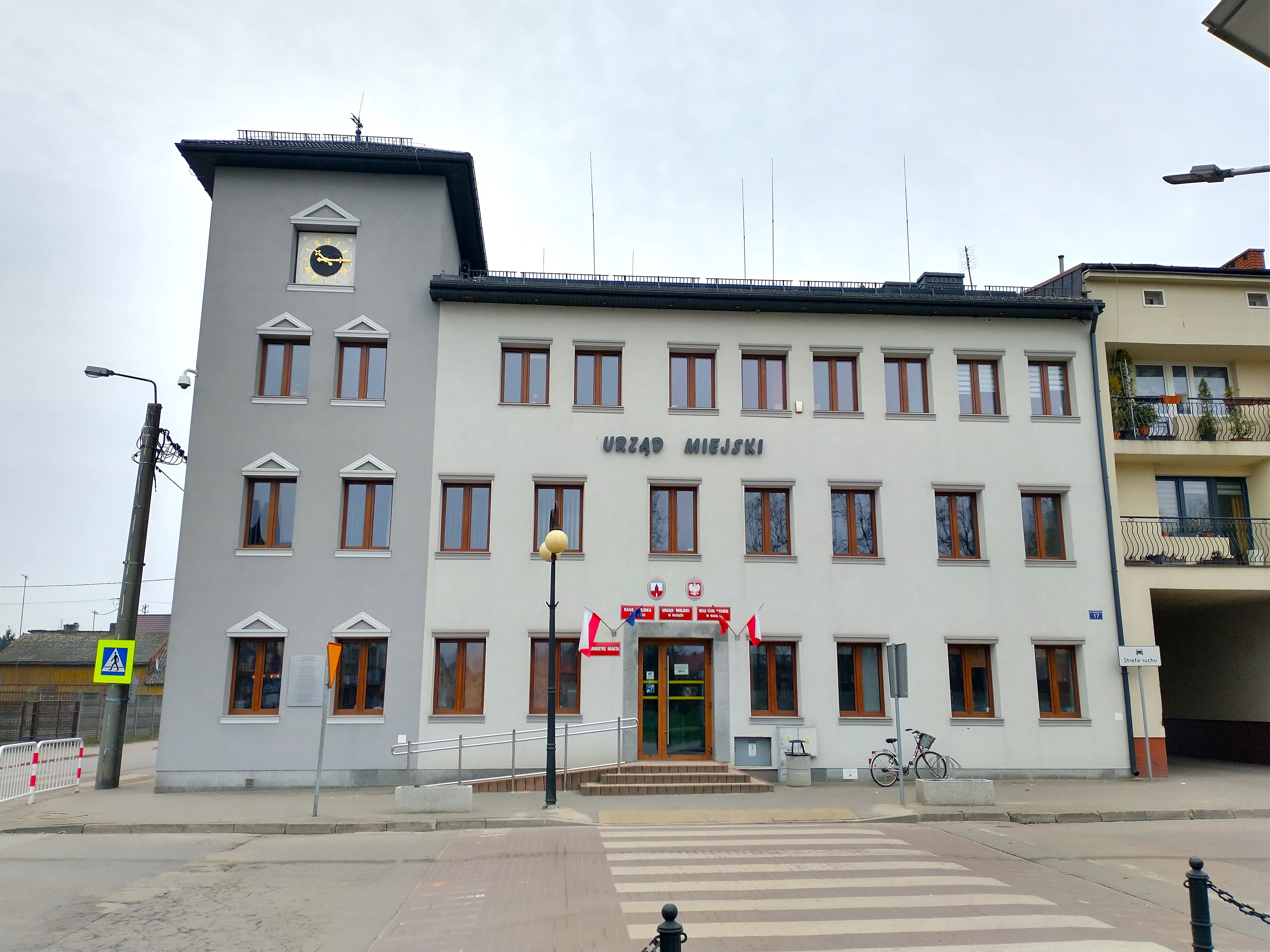
Urząd miejski w Raciążu

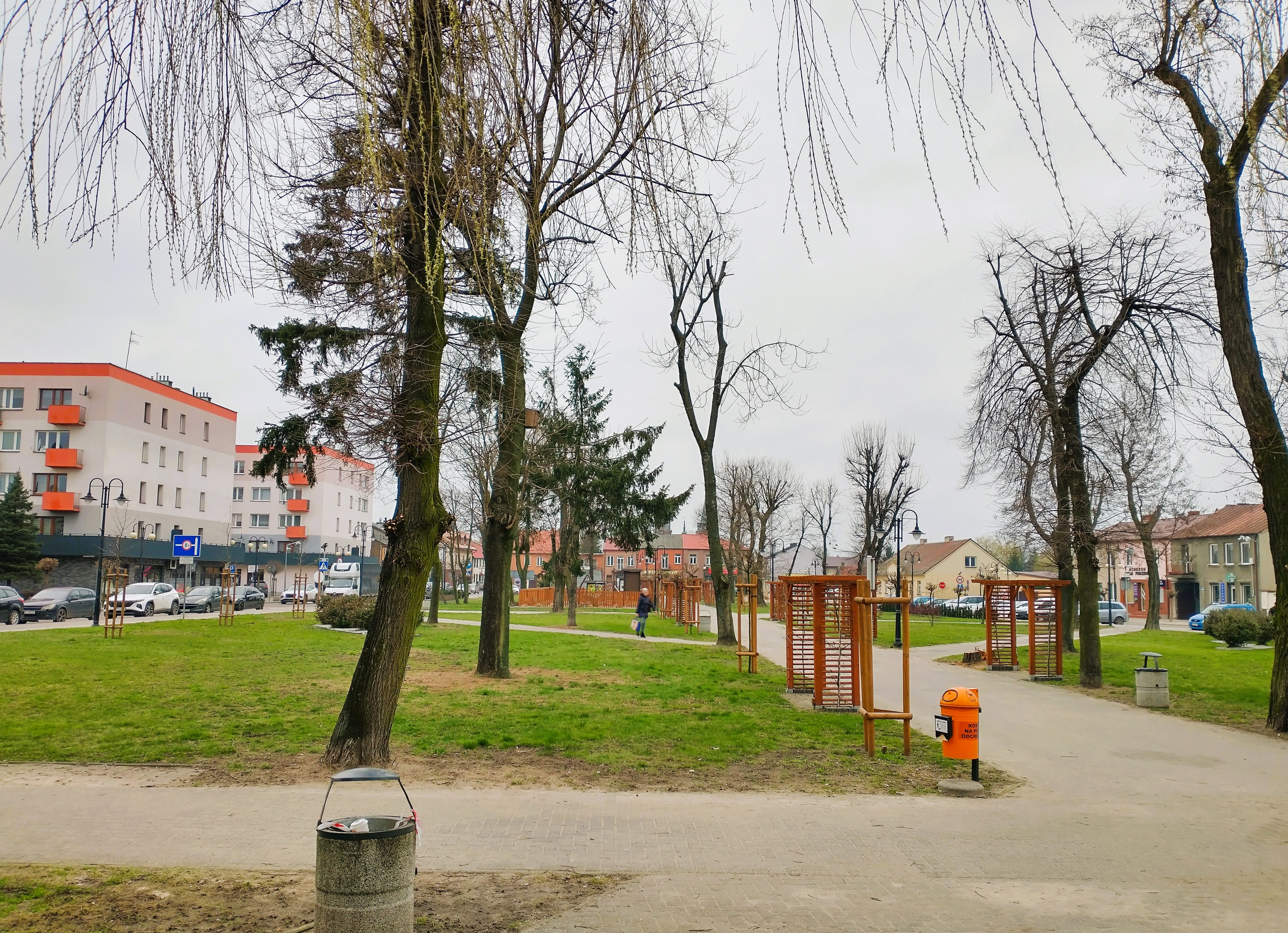
Plac Adama Mickiewicza (rynek)

Raciąż – miasto w Polsce położone w województwie mazowieckim, w powiecie płońskim. W latach 1975–1998 miasto administracyjnie należało do województwa ciechanowskiego. 
Raciąż uzyskał lokację miejską w 1425 roku. Był miastem duchownym biskupstwa płockiego, położonym w drugiej połowie XVI wieku w powiecie raciąskim województwa płockiego. W 1785 roku wchodził w skład klucza raciąskiego. Miejsce obrad sejmików ziemskich województwa płockiego od XVI wieku do pierwszej połowy XVIII wieku.

## Struktura powierzchni
Według danych z roku 2002 Raciąż ma obszar 3,82 km², w tym:
- użytki rolne: 62%
- użytki leśne: 0%

Miasto stanowi 0,28% powierzchni powiatu.

## Demografia

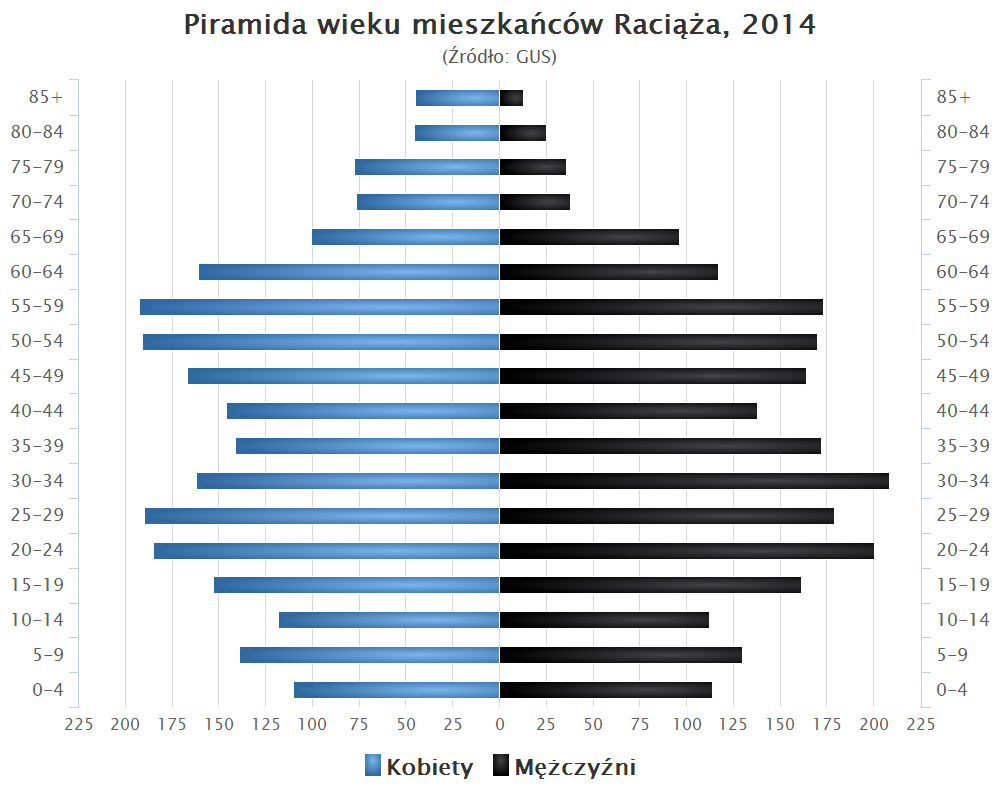
Piramida wieku mieszkańców Raciąża w 2014 roku

Dane z 30 czerwca 2004:
| Opis                              | Ogółem | Ogółem | Kobiety | Kobiety | Mężczyźni | Mężczyźni |
| --------------------------------- | ------ | ------ | ------- | ------- | --------- | --------- |
| jednostka                         | osób   | %      | osób    | %       | osób      | %         |
| populacja                         | 4585   | 100    | 2398    | 52,3    | 2187      | 47,7      |
| gęstość zaludnienia (mieszk./km²) | 1200,3 | 1200,3 | 627,7   | 627,7   | 572,5     | 572,5     |

## Historia
Ślady osadnictwa sięgają X wieku. Między XIII, a XVII wiekiem Raciąż był siedzibą kasztelanii. W 1254 doszło w Raciążu do układu Siemowita i Daniela Halickiego z zakonem krzyżackim reprezentowanym przez mistrza krajowego Burcharda von Hornhausena, w którym to książę mazowiecki uzyskał prawo do 1/3 ziem Jaćwingów. Prawa miejskie otrzymał w 1425 roku z rąk księcia Ziemowita IV. Po 1495 r. miasto stało się siedzibą powiatu. W 1512 r. Raciąż przeszedł na własność biskupa płockiego. W XVI wieku liczył ponad 1000 mieszkańców i był jednym z najludniejszych w województwie płockim. W Raciążu odbywały się sejmiki województwa płockiego. Upadek znaczenia miasta nastąpił w wyniku wojen w XVII wieku. Raciąż prawa miejskie utracił po upadku powstania styczniowego, a odzyskał je w 1922 roku.

## Gospodarka
Ośrodek usługowy dla rolnictwa; przemysł spożywczy (w 1974 uruchomiono tu największą w ówczesnej Polsce proszkownię mleka). Węzeł kolejowy (linia 27 Nasielsk – Toruń Wschodni i linia do cukrowni w Glinojecku) i drogowy. Przez miasto przebiegała droga krajowa nr 60 Ostrów Mazowiecka-Łęczyca, obecnie ruch w ciągu DK60 jest przeniesiony na obwodnicę.

## Sport
Ludowy Klub Sportowy „Błękitni” Raciąż został utworzony w roku 1922. Oprócz sekcji piłki nożnej w klubie działały: sekcja kolarska, lekkiej atletyki i strzelectwa.
W roku 1986 drużyna juniorów pod wodzą trenera Andrzeja Nizielskiego zdobyła Mistrzostwo Polski w Spartakiadzie Młodzieży w Piotrkowie Trybunalskim.
LKS „Błękitni” jest organizacją społeczną działającą na prawach stowarzyszenia. Do wychowanków klubu należą między innymi: Marek Jóźwiak – reprezentant Polski, Tomasz Arceusz i Bogdan Jóźwiak – piłkarze pierwszoligowi. Tomasz Arceusz odnosił sukcesy jako trener w Finlandii.
Obecnie drużyna seniorów występuje w IV lidze.

## Zabytki
- neogotycki kościół św. Wojciecha i Wniebowzięcia Najświętszej Maryi Panny z 1886 roku,
- murowana plebania z lat dwudziestych XX wieku,
- synagoga przy ulicy Kilińskiego,
- domy przy ulicach Kilińskiego i Warszawskiej,
- park miejski przy ul. Mławskiej – 1 ćw. XX w.,
- cmentarz parafialny rzymskokatolicki – XIX w.,
- cmentarz żydowski – XIX w.,
- grodzisko wczesnośredniowieczne – XII w.

## Drewniana architektura Raciąża

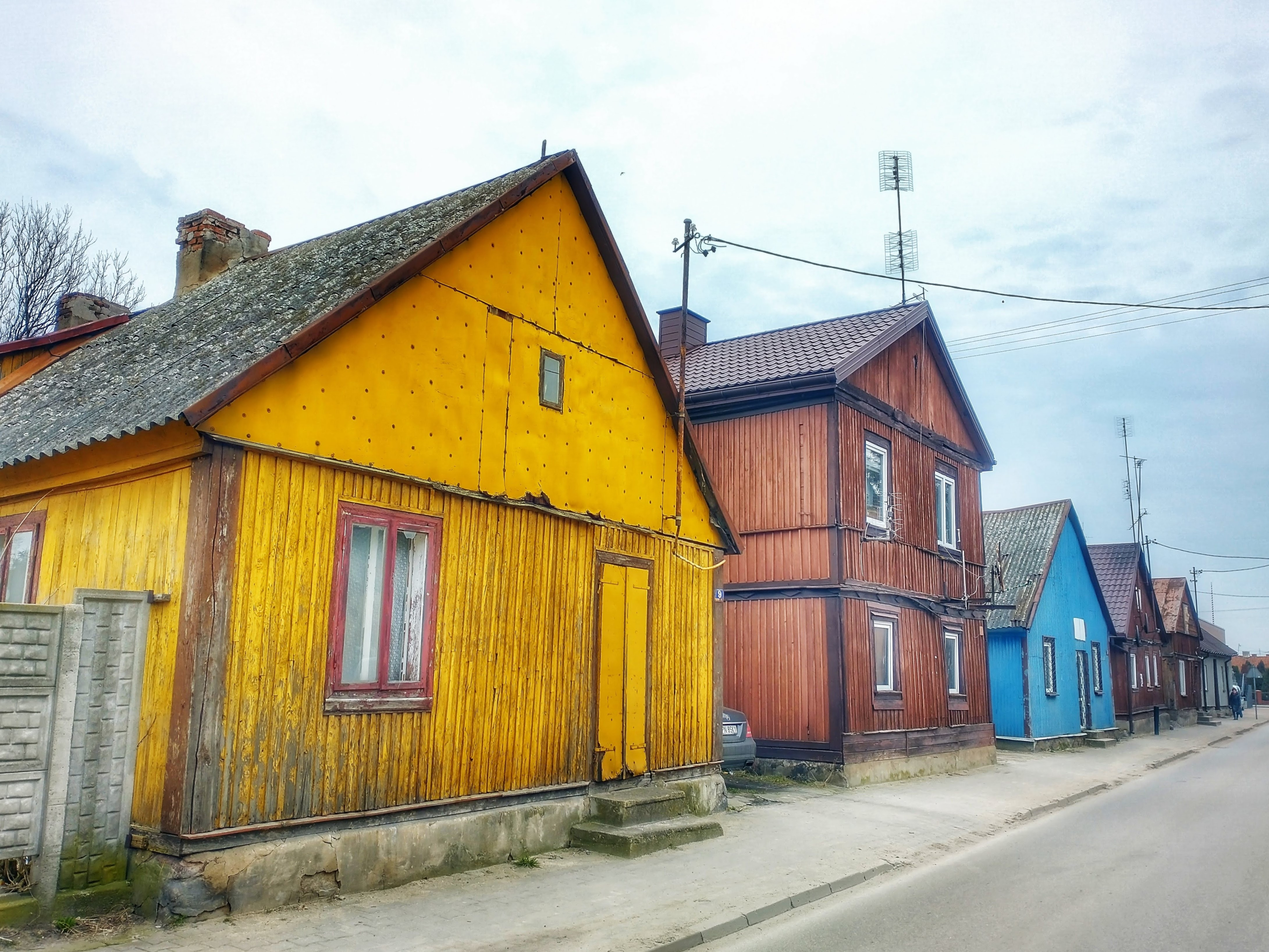
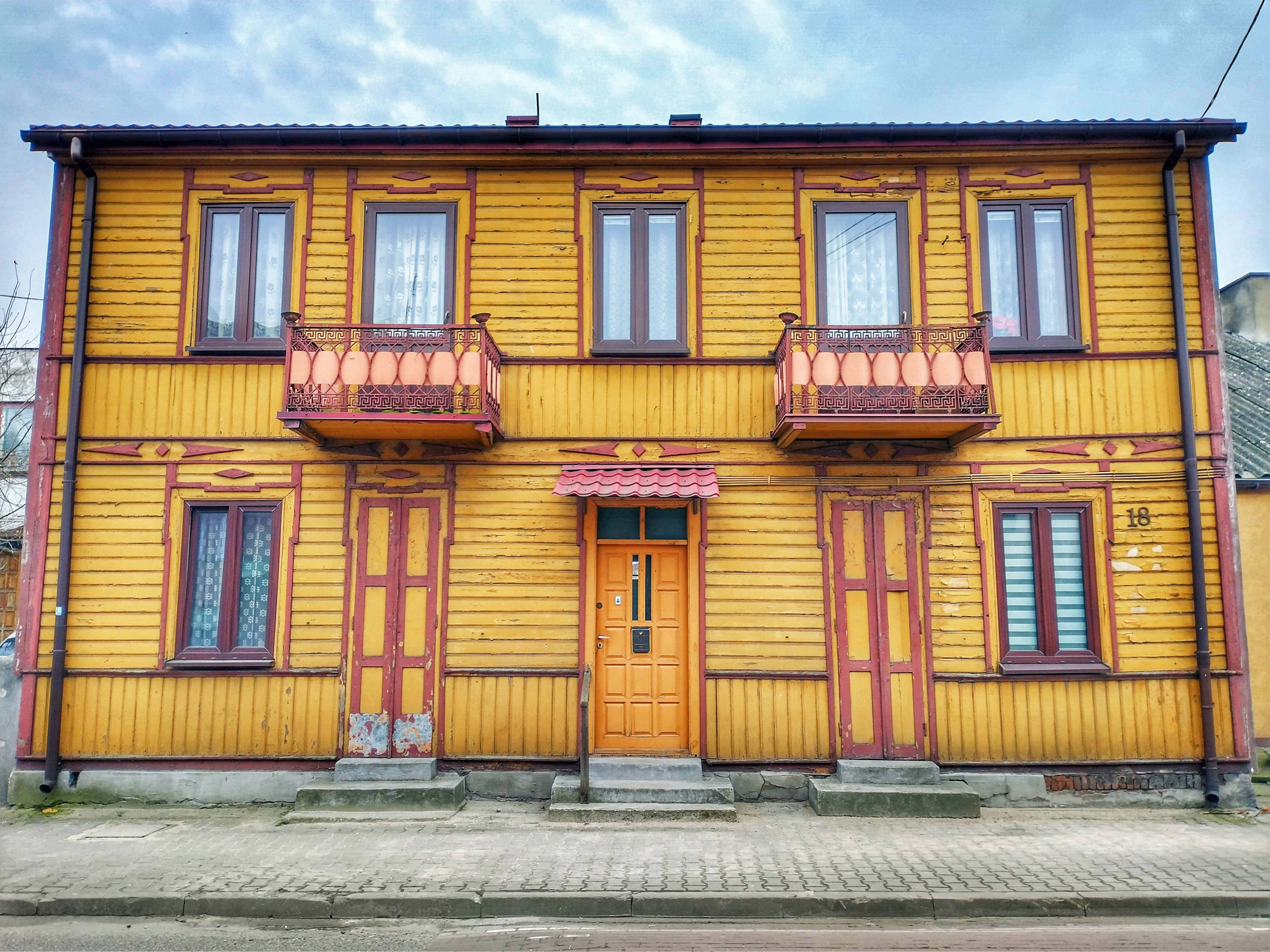
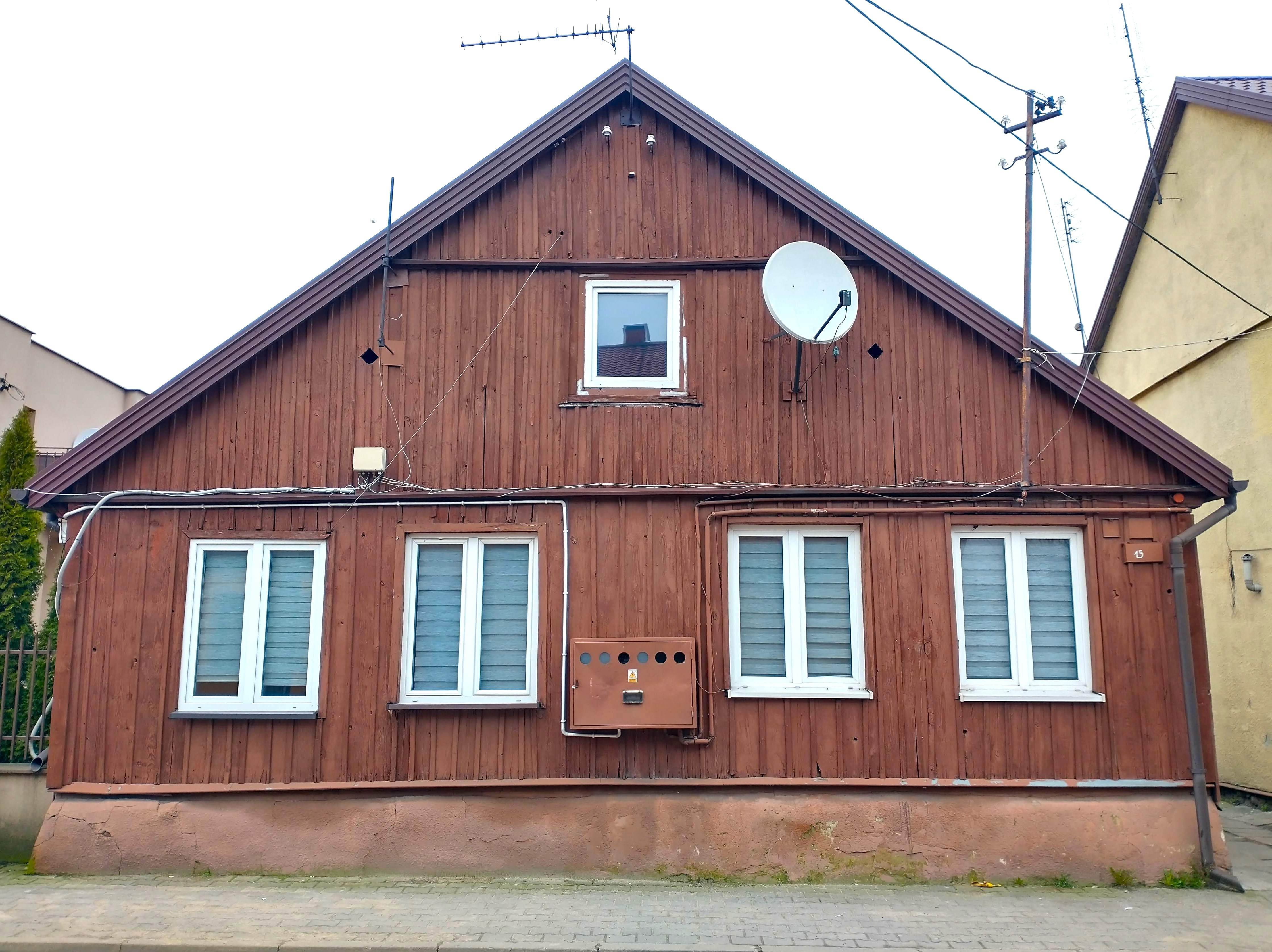
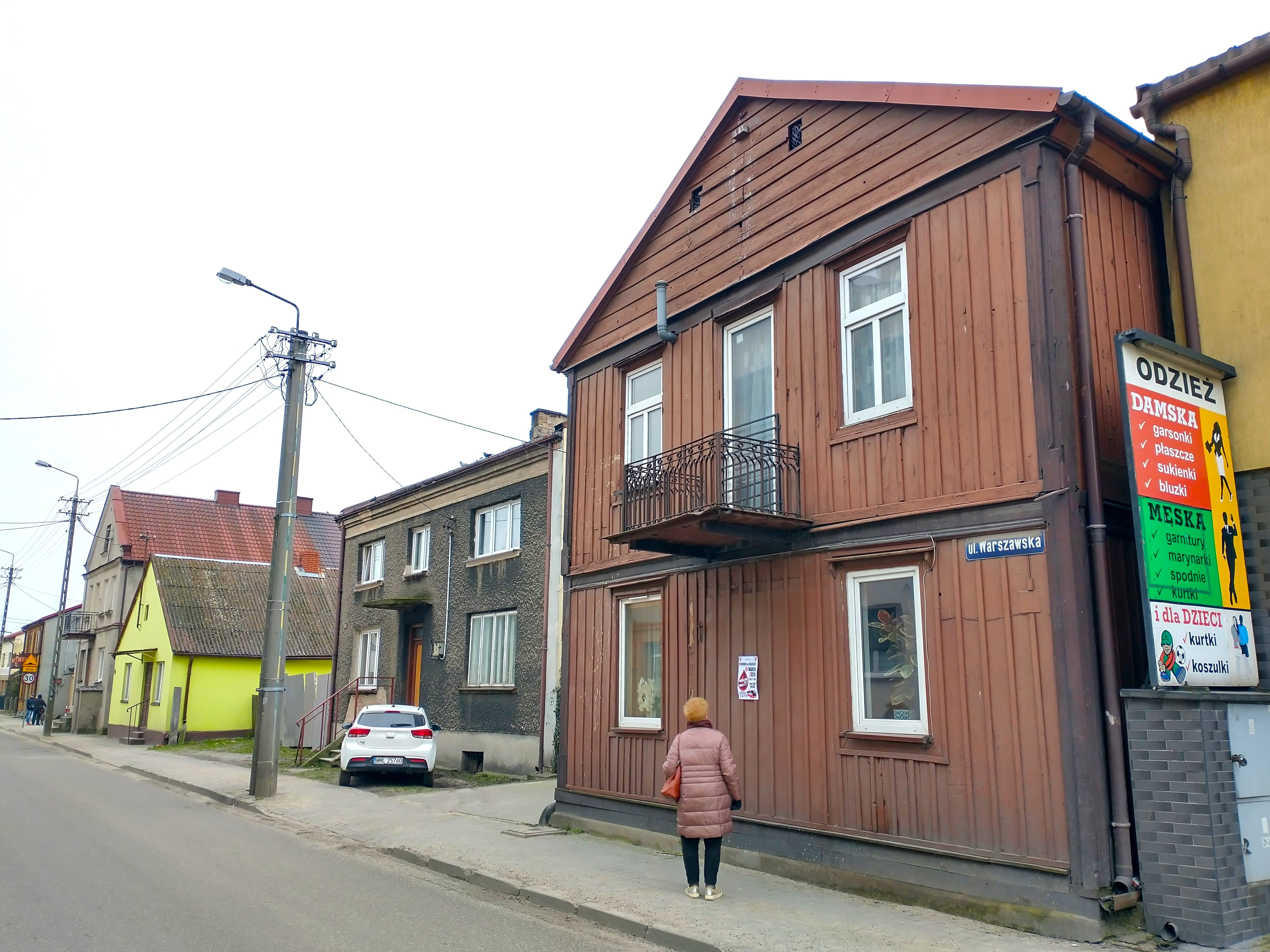

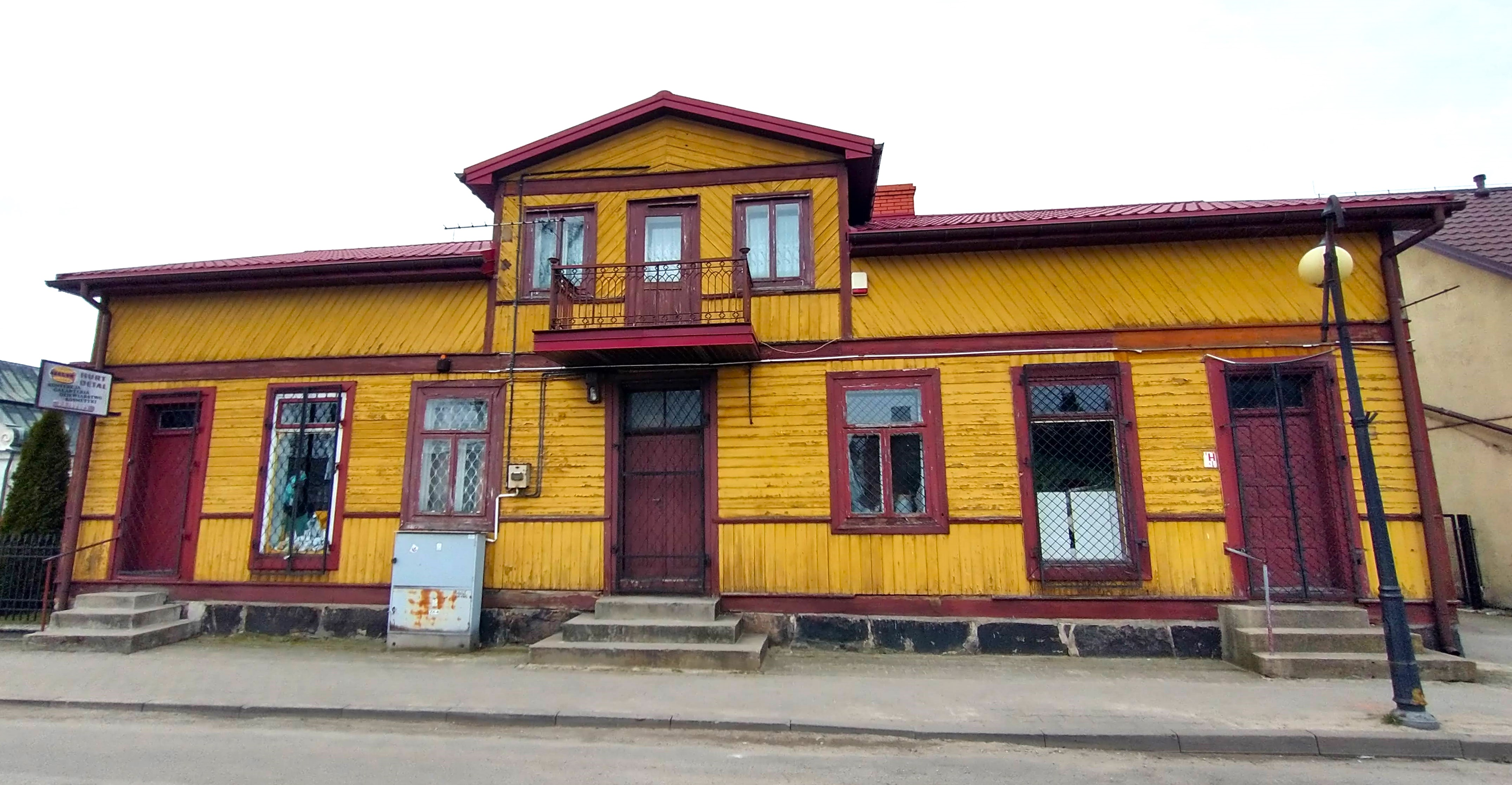
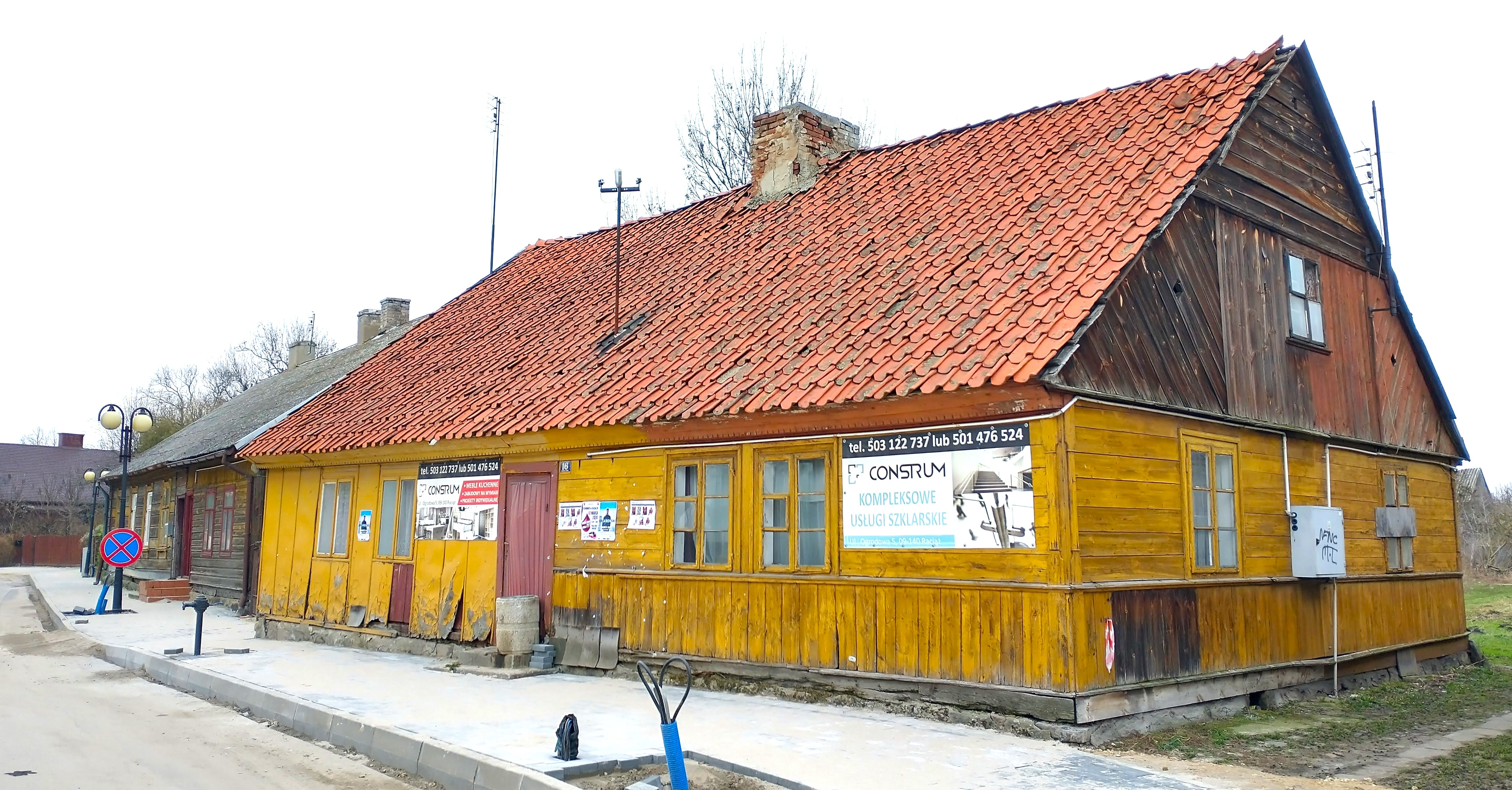
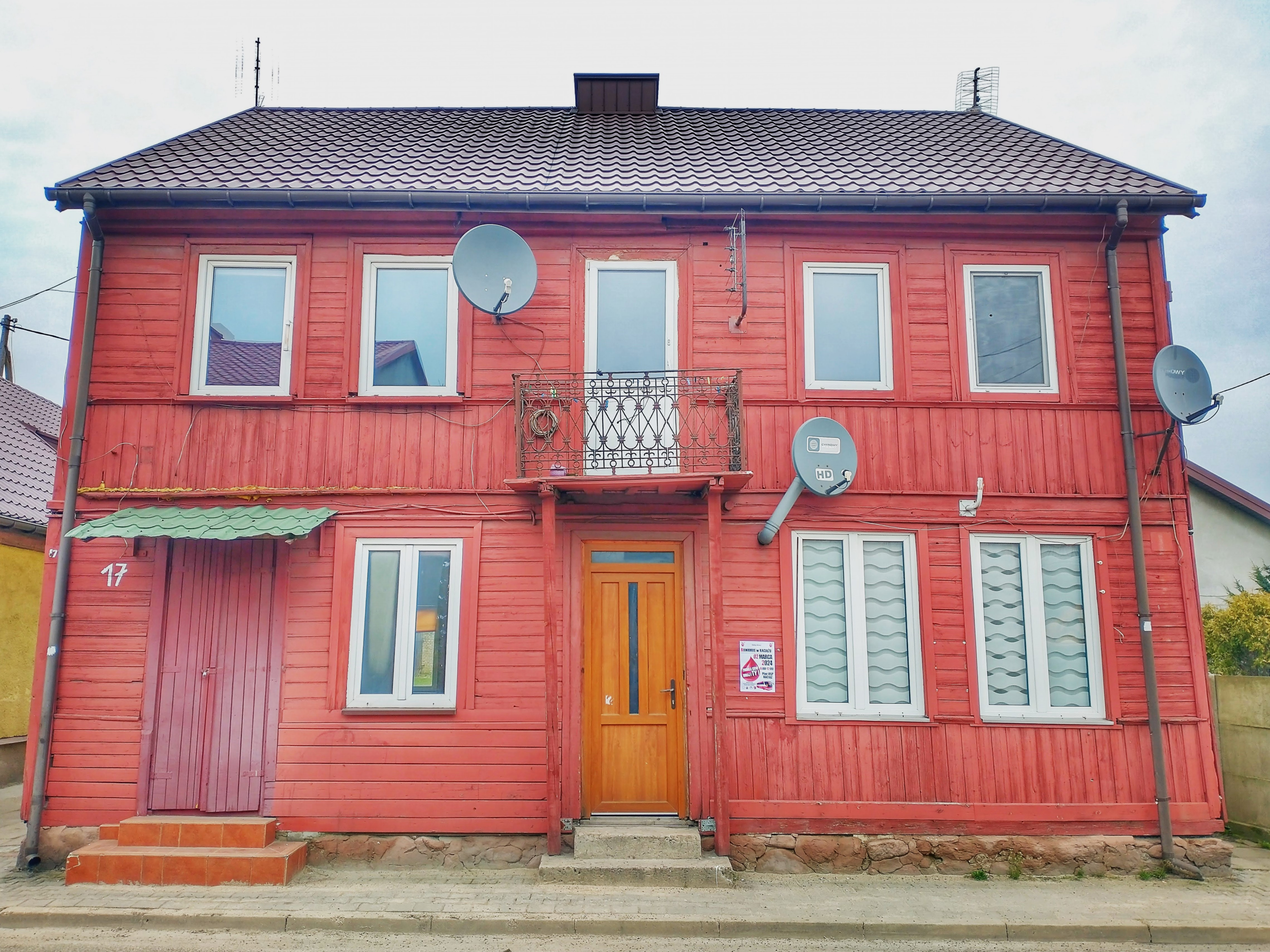